# 福岡市立大名小学校
福岡市立大名小学校（ふくおかしりつ だいみょうしょうがっこう）は、福岡県福岡市中央区大名二丁目にあった公立小学校。

## 概要
福岡市内では最古の小学校のうちの一つだったが、郊外への人口流出や少子化等による児童数減少から2014年（平成24年）3月に閉校し、近隣の小中学校と統合され新たな市立の小中連携校として再出発することになった。
福岡市の繁華街である天神の西側にあるため、再開発構想「天神ビッグバン」の一環として、福岡市が跡地活用を事業者を公募。2018年3月に優先交渉権者を決める予定である。2015年（平成26年）1月29日に「旧大名小学校跡地まちづくり構想検討委員会」の第1回目の会合が開かれ、跡地利用の検討を始めていた。
2023年6月8日、跡地に福岡大名ガーデンシティが開業した。

## 歴史
- 1873年（明治6年） - 開校
- 1887年（明治20年） - 橋口尋常小学校、薬院尋常小学校を分離
- 1894年（明治27年） - 橋口尋常小学校、薬院尋常小学校を合併
- 1912年（大正元年） - 簀子尋常小学校を分離
- 1929年（昭和4年） - 現校舎完成
  - 戦前の鉄筋コンクリート製の近代建築建物で、当時の面影を残したまま現役で使われている。正面玄関には石で出来た大きな中央階段が設置してある。
- 1941年（昭和16年） - 大名国民学校に改称
- 1953年（昭和28年） - 福岡市立赤坂小学校を分離
- 1961年（昭和36年） - 福岡市立舞鶴小学校を分離
- 2014年（平成26年）
  - 3月 - 児童数減少により閉校[1]。嘗て分離した簀子・舞鶴の両小学校に加え福岡市立舞鶴中学校とも統合され、「福岡市立舞鶴小中学校」となる。新校舎は旧舞鶴小校舎を解体して建設。
  - 8月から2015年3月まで、旧大名小学校校舎は、福岡雙葉小学校の仮校舎として利用されていた。
- 2016年（平成28年）- 4月14日に発生した熊本地震に際し、市民・企業からの救援物資受け入れ場所として利用（4月24日まで）。
- 2017年（平成29年）4月12日 - 福岡市、福岡地所、さくらインターネット、アパマンショップホールディングスが、官民共働型スタートアップ支援施設「FUKUOKA growth next（フクオカグロースネクスト）」を開設。

## 交通アクセス
- 西鉄 西鉄福岡（天神）駅から徒歩5分
- 西鉄バス 西鉄グランドホテル前バス停から徒歩1分
- 福岡市地下鉄 天神駅2番出口から徒歩3分
- 福岡市地下鉄 赤坂駅5番出口から徒歩5分

## 著名な出身者
- 酒井法子
- 広田弘毅[1]
- 長富祐一郎
- 川端康生
- 村川緋杏[5]
- 夢野久作